# Göran Hagberg
Ulf Göran Hagberg (Bjuv, 8 novembre 1947 – Alvesta, 2 aprile 2024) è stato un calciatore svedese, di ruolo portiere.

## Biografia
Göran Hagberg nacque a Bjuv l'8 novembre 1947.
Fece parte della nazionale ai Mondiali del 1974 in Germania Ovest e ai Mondiali del 1978 in Argentina. Tuttavia non giocò nessuna partita. Tra il 1973 e il 1979 giocò 15 partite della nazionale maggiore.
Göran Hagberg vinse la Coppa di Svezia nel calcio nel 1977 e l'Allsvenskan nel 1978 con l'Östers IF.
Morì ad Alvesta il 2 aprile 2024, all'età di 76 anni.

## Palmarès

### Club

#### Competizioni nazionali
- Campionato svedese: 1

Öster: 1978
- Coppa di Svezia: 1

Öster: 1977